# Jules Ladoumègue
Vous lisez un « bon article » labellisé en 2023.
Jules Ladoumègue, né le 10 décembre 1906 à Bordeaux et mort le 2 mars 1973 à Paris, est un athlète français spécialiste des courses de demi-fond.
Orphelin, élevé par une tante et un oncle d'origines modestes, Jules Ladoumègue devient au milieu des années 1920 l'un des plus grands espoirs français de la course à pied. Jeune international français, le coureur bordelais s'installe à Paris pour effectuer son service militaire au bataillon de Joinville. Convoité par les clubs d'athlétisme de la capitale, surnommé Julot, il rejoint son ami Séra Martin et l’entraîneur Charles Poulenard au Stade français et se spécialise sur les distances du demi-fond.
À 22 ans, alors qu'il vient de battre plusieurs records de France, il apparaît comme un sérieux prétendant au titre olympique du 1 500 mètres aux Jeux olympiques d'Amsterdam de 1928. Battu à quelques mètres de l'arrivée, le Français y remporte une médaille d'argent. Dans la foulée, il est recruté par le Club athlétique des sports généraux après une première affaire d'amateurisme marron. Le coureur français s'attaque au chronomètre et bat six records du monde de demi-fond entre 1930 et 1931.
Athlète populaire, il est radié par la Fédération française d'athlétisme pour amateurisme marron en mars 1932. L'« affaire Ladoumègue » consacre la vision utopiste de l'amateurisme de l'époque. Elle cause un préjudice sportif au coureur, qui est pourtant largement soutenu par la population. Recruté par la Fédération comme démonstrateur professionnel, Ladoumègue fait campagne pour son sport. Il effectue des voyages en URSS et à Berlin, se produit sur des scènes de music-hall et avec le cirque Medrano. Il est requalifié en 1943 alors qu'il a 36 ans.
Après la Seconde Guerre mondiale, il devient journaliste puis chroniqueur de la RTF et de l'ORTF jusqu’en 1971. Il meurt deux ans plus tard à l'âge de 66 ans.

## Biographie

### Enfance et adolescence
Jules Ladoumègue naît le 10 décembre 1906 à Bordeaux,. Son père Jules, contremaître dans une scierie bordelaise, meurt avant sa naissance, écrasé par des madriers en portant secours à des ouvriers en danger,,. Dix-sept jours après sa naissance, sa mère meurt brûlée vive dans un accident domestique après qu’une étincelle de la cheminée ait enflammé sa robe,,. L'orphelin est élevé par un oncle et une tante qui habitent dans le quartier de la Bastide, sur la rive droite de la Garonne,. Son frère André et sa sœur Louisette sont élevés par d'autres membres de la famille.
Dans un patronage bordelais, les « Jeunes du Cypressat », affilié à la Fédération gymnastique et sportive des patronages de France (FGSPF), le jeune Ladoumègue découvre le sport et la course à pied. Champion du Sud-Ouest de cross-country dans la catégorie minime, il s'entraîne trois fois par semaine le soir avec des amis qui le suivent à bicyclette. Après avoir obtenu son certificat d'études, il doit choisir un travail pour subvenir à ses besoins et opte pour un emploi d'aide-jardinier chez un horticulteur bordelais possédant des plantations à proximité de l'hippodrome de Talence,,. Dans Le Miroir des sports en 1930, il écrit avoir refusé un emploi de clerc de notaire pour continuer à courir et respirer au grand air.
Passionné par la course à pied, Jules Ladoumègue se licencie à l'Union Athlétique Bordelaise à 15 ans et se fait remarquer en remportant le « Prix du Premier Pas » à Bordeaux,. Ignorant la différence entre amateurisme et professionnalisme, il est régulièrement payé quelques francs lorsqu'il remporte des courses locales et est de fait professionnel,. Remarqué par le Stade bordelais université club (SBUC), plus grand club bordelais d'athlétisme de l’époque, le jeune coureur rachète son amateurisme en remboursant les sommes perçues comme professionnel à la Fédération française d'athlétisme, 500 francs, aidé par sa tante selon lui mais probablement par son nouveau club également qu'il rejoint à la fin de la saison 1925. Il renforce l’équipe de cross-country et accumule alors les succès régionaux,.

### Carrière internationale

#### Athlète olympique

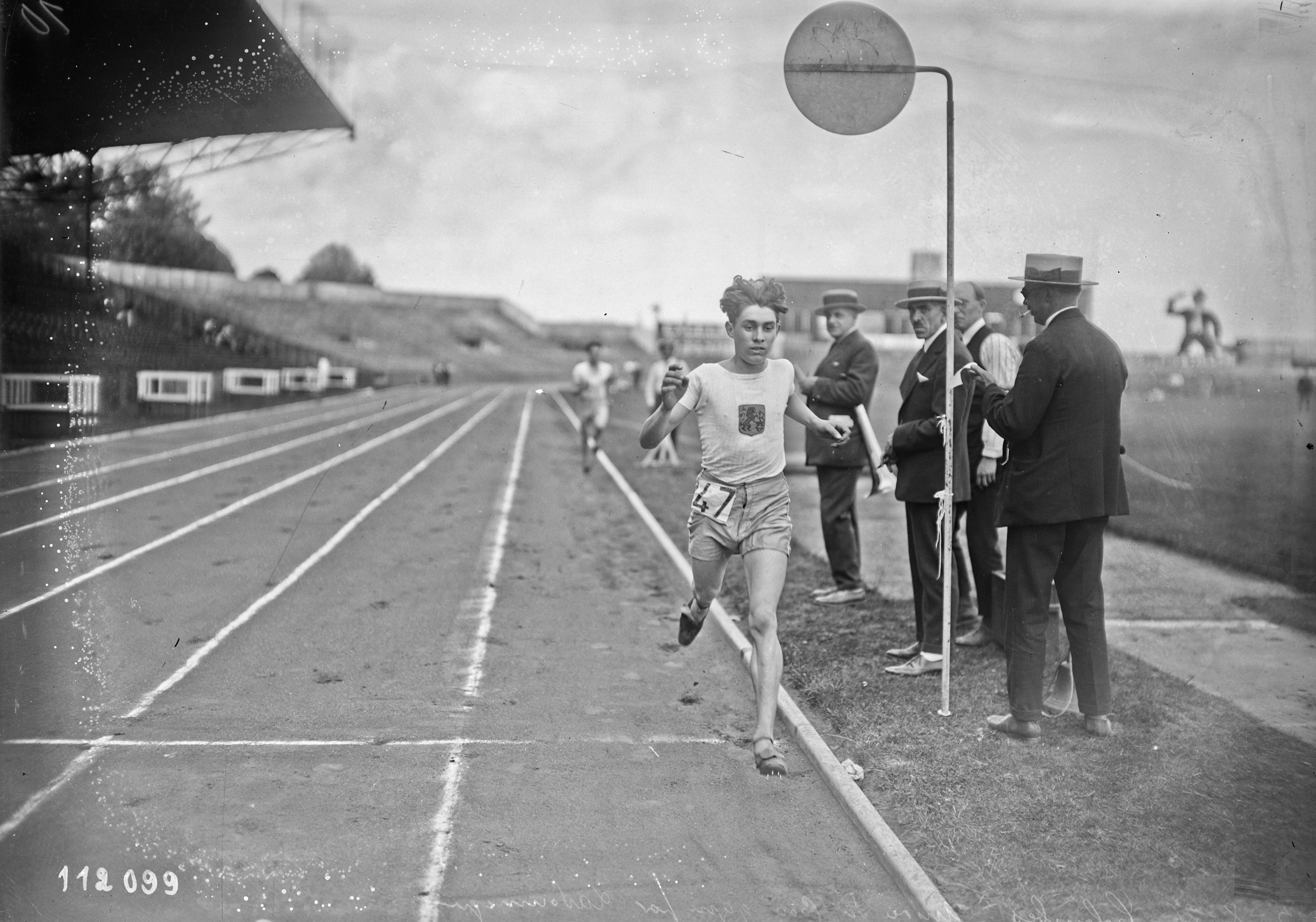
À l’arrivée du 5000 m de la réunion de sélection nationale, Ladoumègue l'emporte avec une nette avance.

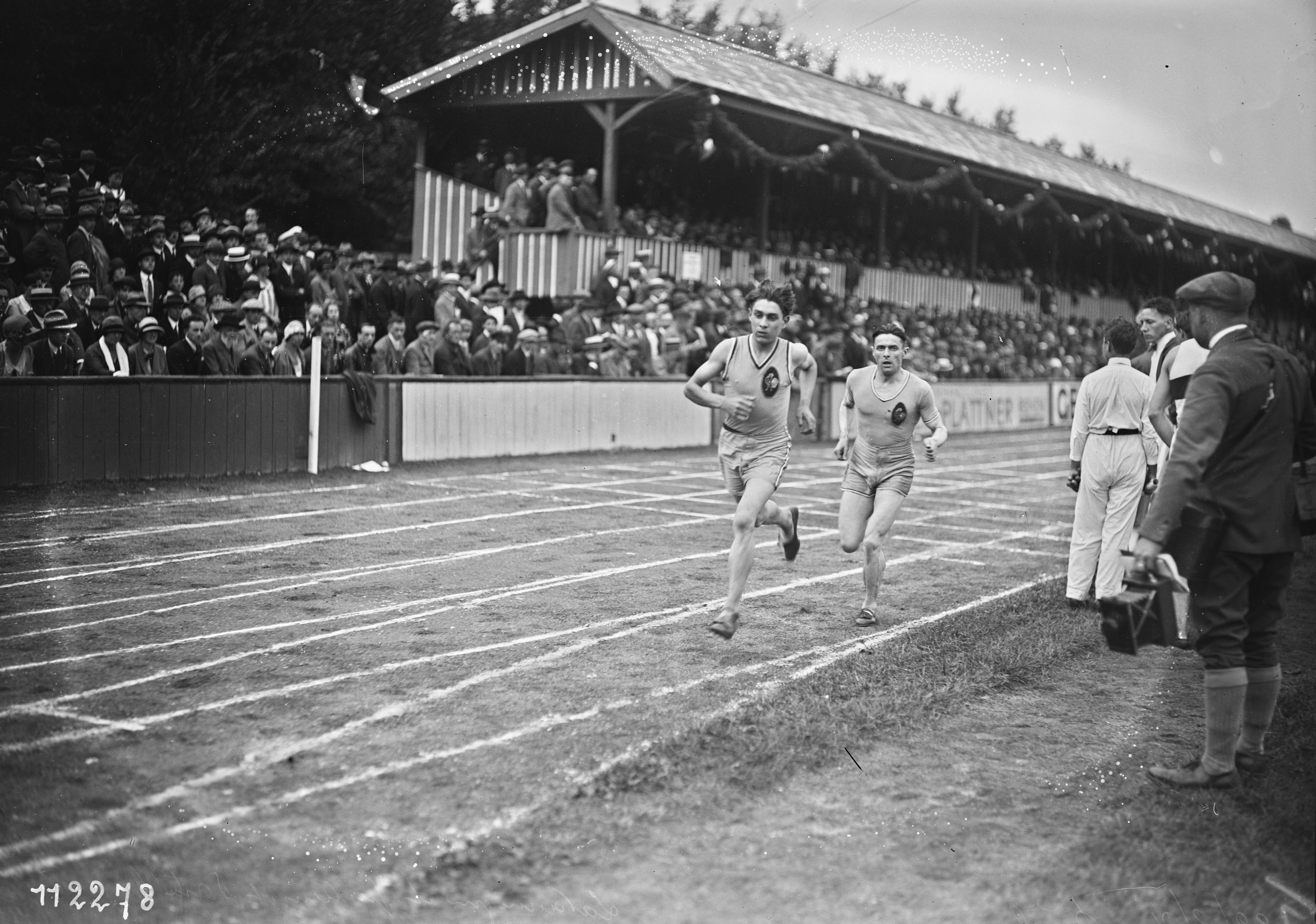
À Bâle contre la Suisse et l'Allemagne, le jeune Français devance son compatriote Joseph Guillemot en début de course avant de s'écrouler à la fin du 5000 m.

Au début du mois de juillet 1926, Jules Ladoumègue termine sur la troisième marche du podium du 5 000 mètres lors des championnats de France, derrière Maurice Norland et Joseph Guillemot. À la fin du mois, le licencié du SBUC est sélectionné par la Fédération française d'athlétisme sur le 5 000 m à la place de Lucien Dolquès pour la rencontre internationale contre l'Angleterre. Cette décision déplaît à Alfred Spitzer, l'entraîneur du Métropolitain Club Colombes, qui téléphone à la Fédération et la menace de dénoncer le Bordelais pour professionnalisme aux Anglais et à la Fédération internationale. Au stade de Colombes, Ladoumègue s'illustre en terminant troisième pour sa première sélection internationale et rapporte un point à la France. En août, il confirme sa place en équipe de France d'athlétisme en remportant la course de 5 000 m de la réunion de sélection,. Il termine derrière le vainqueur allemand Dieckmann et son compatriote Joseph Guillemot lors de la rencontre Allemagne-France-Suisse disputée à Bâle, décevant en fin de course.

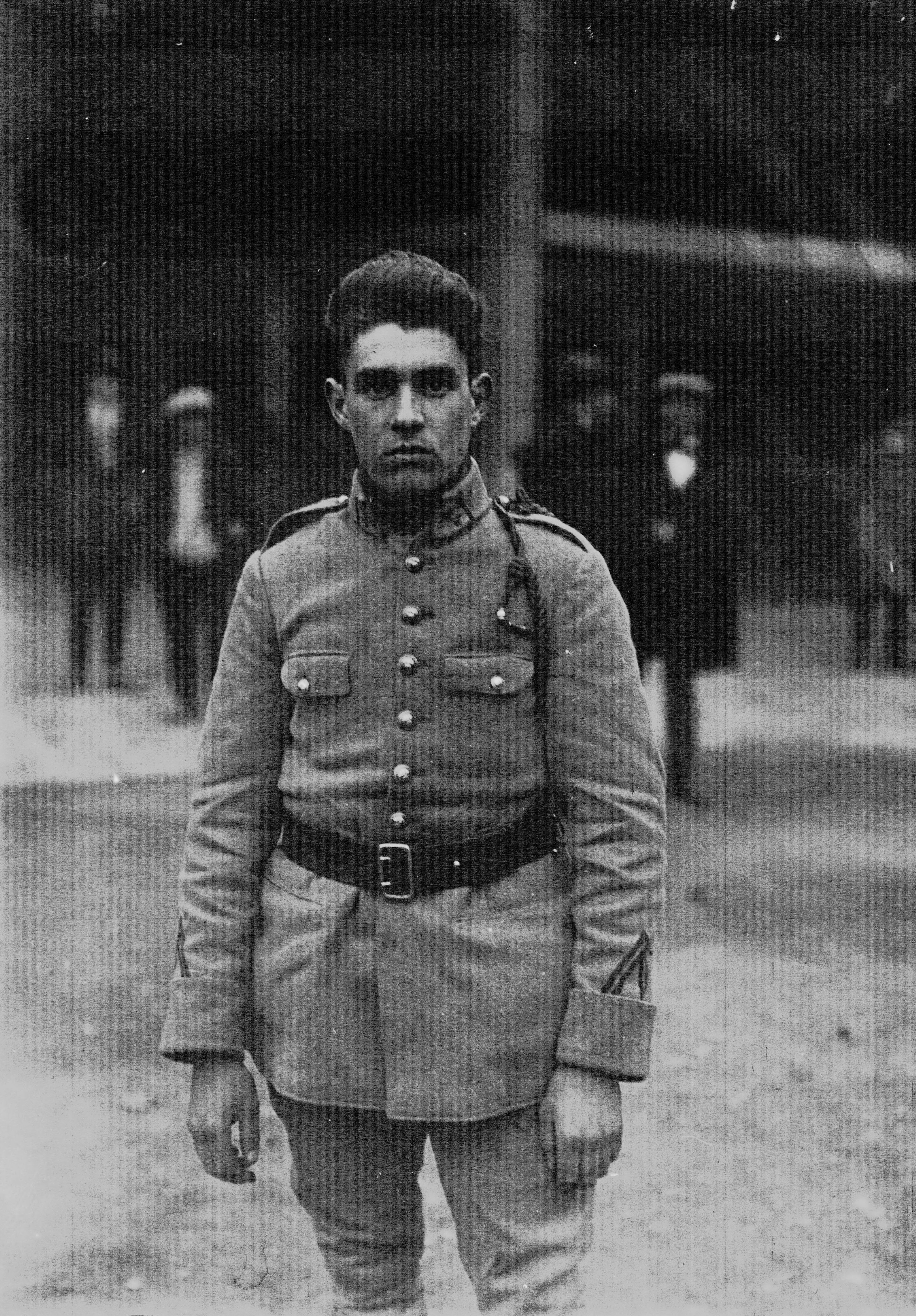
Le soldat Ladoumègue en 1927 à Joinville.

En février 1927, il domine le championnat régional de la Côte d'Argent de cross-country,. Sa belle forme lui permet de battre en mai le record de France des deux miles anglais en 9 min 25 s. Le 26 mai, dans un match avec le Stade français organisé par le Stade Bordelais UC au Parc des Sports de Lescure, il remporte le 1 500 m avec cinquante mètres d'avance. Le mois suivant, il remporte le 1 500 m d'une réunion organisée par le Stade français. Le sportif, qui effectue son service à la caserne Xantrailles de Bordeaux, est muté à Paris au bataillon de Joinville en raison de son statut international,,. Conseillé par Charles Poulenard, son entraîneur au Stade français, le club parisien qu'il a rejoint en fin de saison, Ladoumègue améliore sa vitesse et s'illustre dans les courses de demi-fond,,. En octobre, Ladoumègue bat deux records de France en une semaine, tous deux détenus jusqu'alors par Joseph Guillemot, celui du 2 000 m en 5 min 28 s 8 le 16 octobre, et celui du 3 000 m en 8 min 40 s 8 quatre jours plus tard,.

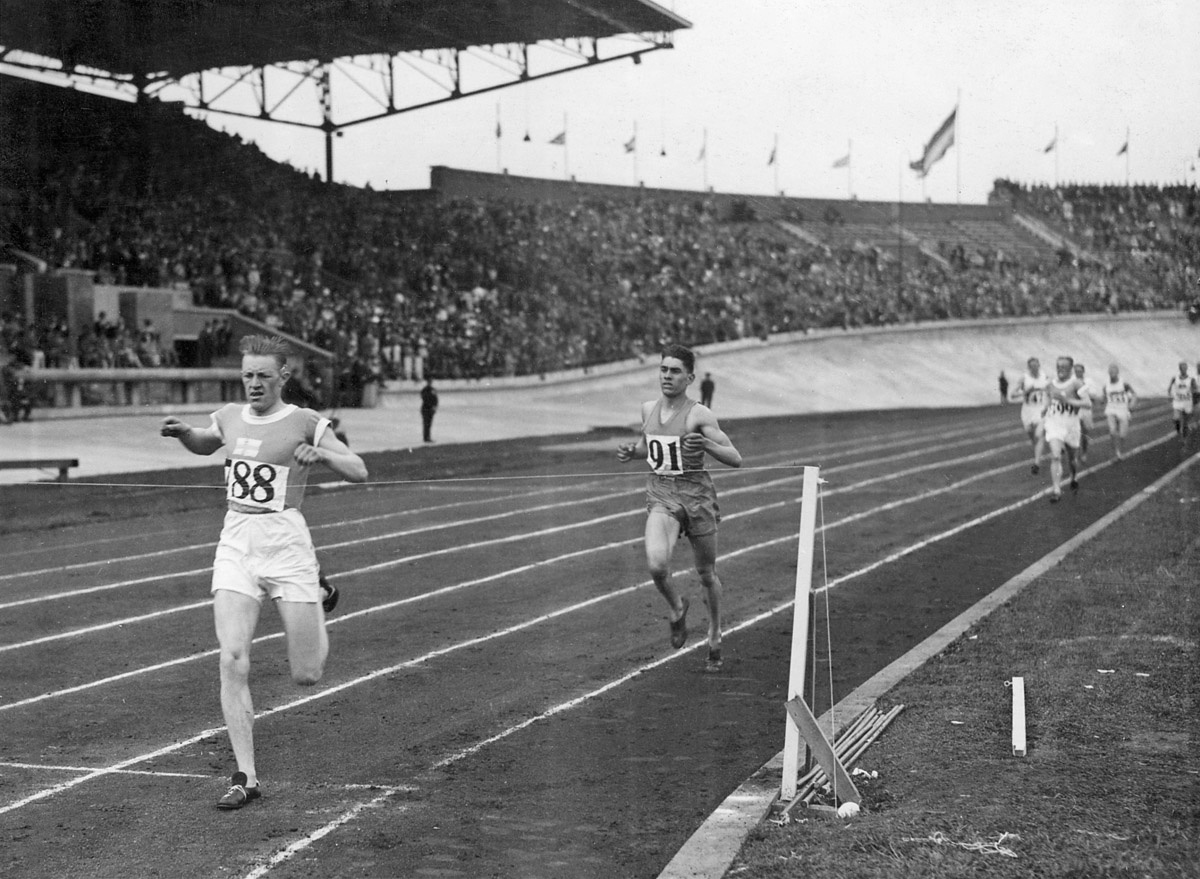
Jules Ladoumègue (no 91) est battu par Harry Larva (no 88) en finale du 1500 mètres des Jeux olympiques d'Amsterdam.

Au cours du mois de juillet 1928, Jules Ladoumègue égale ou améliore successivement trois records de France. Le 1er juillet à Colombes, il égale tout d'abord le record de France du 1 500 m de Séra Martin en 3 min 54 s 6, avant d'établir le 8 juillet à Colombes un nouveau record de France du mile en 4 min 15 s 4, améliorant de deux secondes la précédente marque détenue par Georges Baraton depuis 1926. Enfin, le 15 juillet 1928 aux championnats de France Élite se déroulant également au Stade de Colombes, il remporte son premier titre national, sur l'épreuve du 1 500 m, en devançant de près de dix secondes Jean Keller et en établissant un nouveau record de France en 3 min 52 s 2. Deux semaines plus tard, Jules Ladoumègue se présente aux Jeux olympiques d'Amsterdam comme l'un des favoris du 1 500 mètres. En série, éliminatoire pour la finale olympique, Julot assure sa qualification en suivant Eino Purje et en assurant en fin de course après avoir fourni un effort suffisant pour se qualifier. Dans les deux premiers tours de la finale, le lendemain, le 2 août 1928, le Français se maintient en cinquième ou sixième position, naviguant dans les dernières places du groupe de tête emmené par les Finlandais Harry Larva et Eino Purje, essayant de se faufiler à la corde puis contraint de faire l'extérieur,. Au début du dernier tour, le coureur français déborde les deux Finlandais et creuse un écart de cinq à six mètres entre lui et ses poursuivants. Purje cède mais Larva parvient à refaire progressivement son retard à mi-ligne droite et à dépasser le Français à vingt mètres de l'arrivée,. En 3 min 53 s 1/5, Larva devient champion olympique devant Ladoumègue, 3 min 53 s 4/5,, qui doit se contenter de la médaille d'argent,.

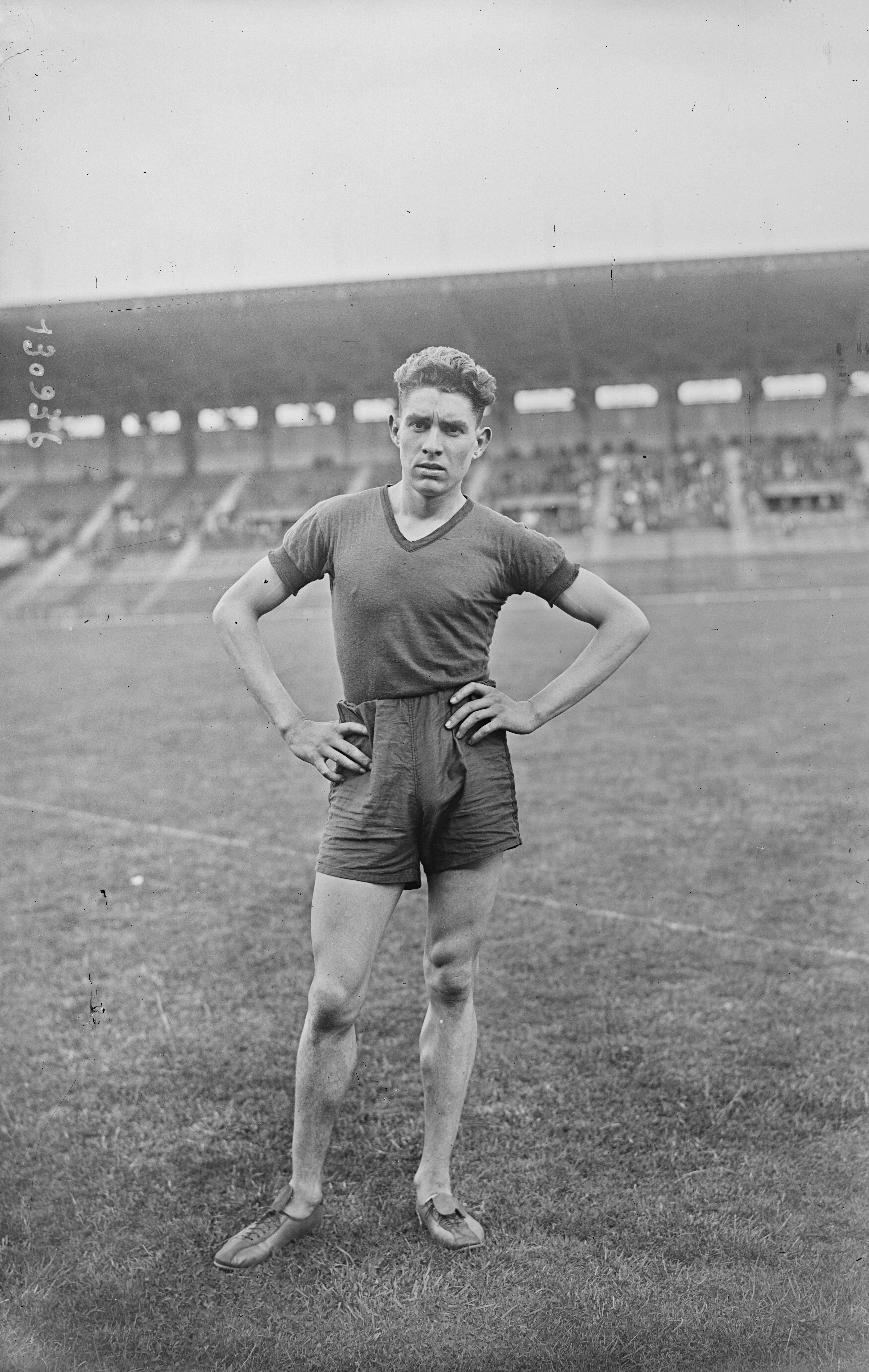
Jules Ladoumègue à Colombes en 1928.

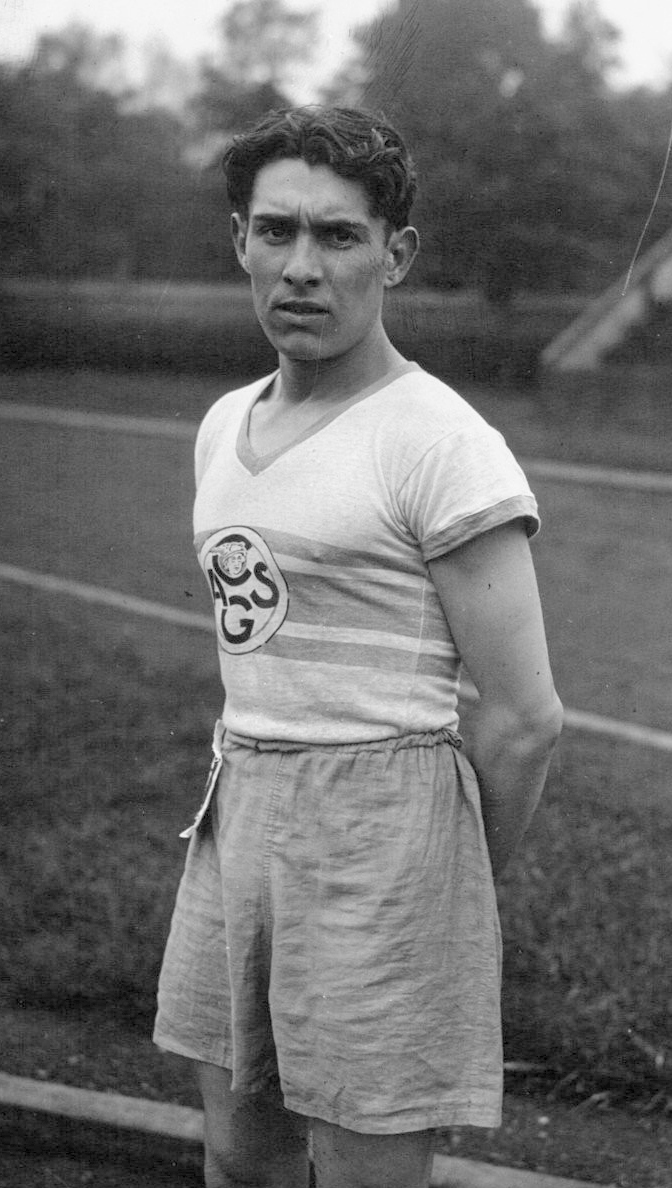
Jules Ladoumègue en 1930 sous le maillot du Club athlétique des sports généraux.

Au début du mois d'octobre 1928, le conseil de la Fédération française d'athlétisme suspend Jules Ladoumègue et son ami Séra Martin pour une durée de trois mois et les interdit de déplacement à l'étranger pendant un an après qu’ils ont négocié entre 5 000 et 7 000 francs pour effectuer un déplacement à Tokyo au Japon,. Le Stade français réagit à cette sanction, qui frappe également trois de ses dirigeants : Bauer, Gillet et Poulenard, en prenant la défense de ces derniers et leur renouvelle leur confiance dans un communiqué qui déclare qu'ils « ont tout fait pour empêcher deux jeunes gens, membres du Stade français, de céder à la tentation ». En effet, Charles Bloch, chronométreur officiel de la Fédération, a sollicité les deux athlètes à de multiples reprises, contournant officiels et entraîneurs desquels il a essuyé plusieurs refus avant de convaincre directement les coureurs d'accepter ce voyage contre rémunération. Dans les jours qui suivent la conclusion de cette affaire, Ladoumègue quitte le Stade français pour le Club athlétique des sports généraux (CASG) qui lui obtient un emploi à la Société générale avec une rémunération mensuelle de 810 francs et un emploi du temps aménagé pour lui permettre de poursuivre sa carrière athlétique dans les meilleures conditions,.

#### Records du monde en série
Après son échec des Jeux d'Amsterdam, Jules Ladoumègue se remet en question et commence une série d'invincibilité de deux ans en course à pied à partir du début de la saison 1929. Sur les conseils de Charles Poulenard, il s'attaque au chronomètre et aux différents records du monde du demi-fond. Entre 1930 et 1931, Jules Ladoumègue améliore six records du monde sur des distances allant du 1 000 m au 2 000 m.
Le 5 octobre 1930, emmené par Jean Keller puis par Séra Martin, Jules Ladoumègue bat le record du monde du 1 500 mètres détenu par Otto Peltzer avec un temps de 3 min 51 s, en terminant la course en 3 min 49 s 2,,. Ladoumègue court à une vitesse moyenne de 23,56 km/h pour battre le record devant les 12 000 spectateurs amassés autour de la piste cendrée humide de 450 mètres du stade Jean-Bouin.
- Jules Ladoumègue lors de son record du monde du 1 500 m le 5 octobre 1930.

Jules Ladoumègue lors de son record du monde du 1500 m le 5 octobre 1930.
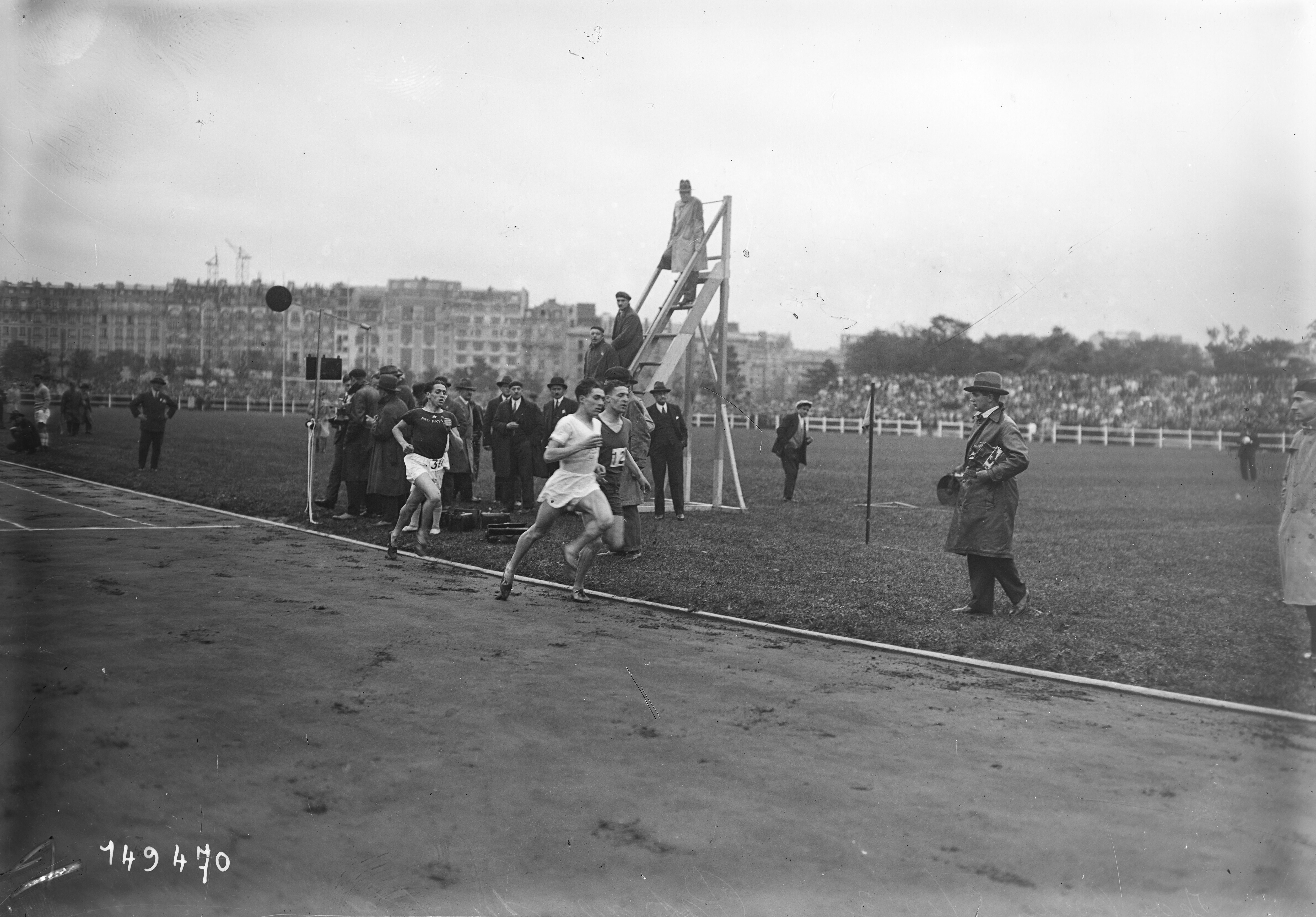
Habillé en blanc, Ladoumègue accélère et passe en tête.
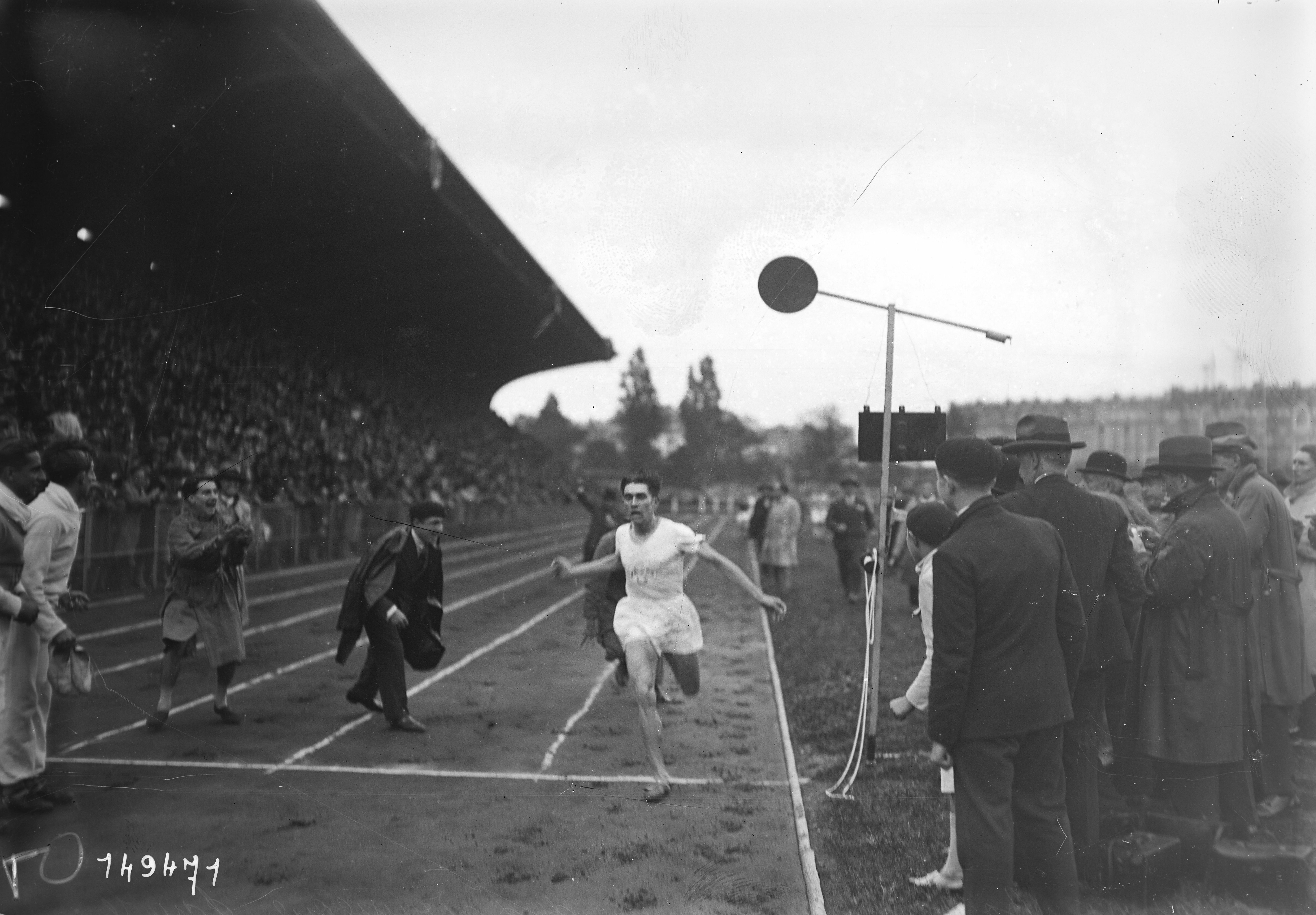
Au passage de la ligne d'arrivée.
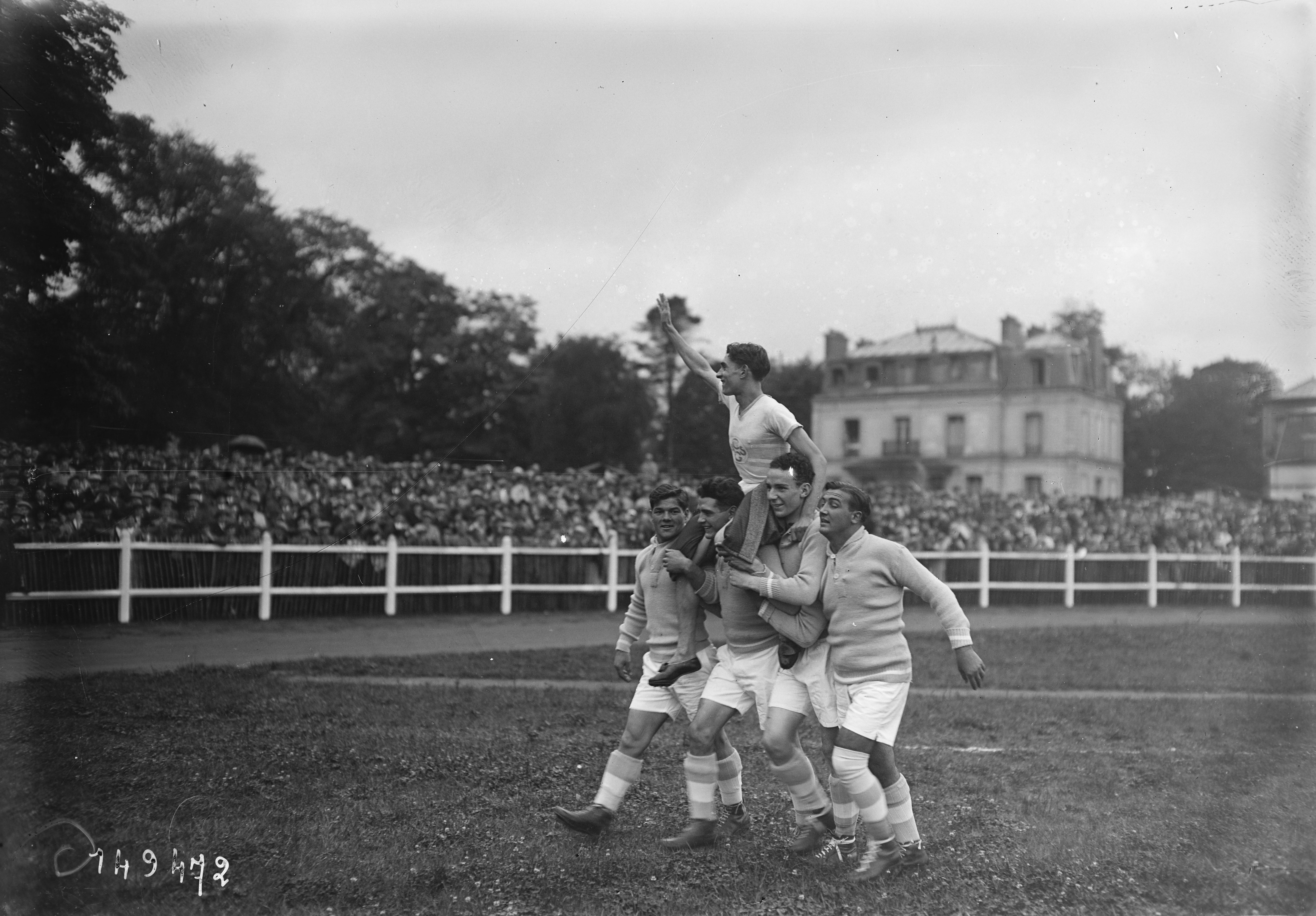
Porté en triomphe par des joueurs de rugby lors d'un tour d'honneur.

Le 19 octobre 1930 au stade Jean-Bouin, Jules Ladoumègue bat le record du monde du kilomètre en 2 min 23 s 6,. Alors qu'il a échoué une semaine plus tôt à Lyon à battre le record établi par l'Allemand Otto Peltzer en 1927 à Paris, le coureur français effectue une nouvelle tentative accompagné de plusieurs coureurs français. Après un faux départ, la course s'élance avec le jeune Morel imposant en tête un rythme soutenu. Après la mi-course, Morel et René Féger s'effacent, Jean Keller prend la tête du groupe. Alors qu'il ralentit une centaine de mètres plus loin, entré dans le dernier tour, Séra Martin passe en tête et c'est à ce moment-là que Ladoumègue accélère pour finir seul sur la ligne d'arrivée. Son temps, arrêté sur quatre des six chronomètres manuels des chronométreurs, bat toutes les prévisions d'avant course.

Jules Ladoumègue lors de son record du monde du kilomètre le 19 octobre 1930.
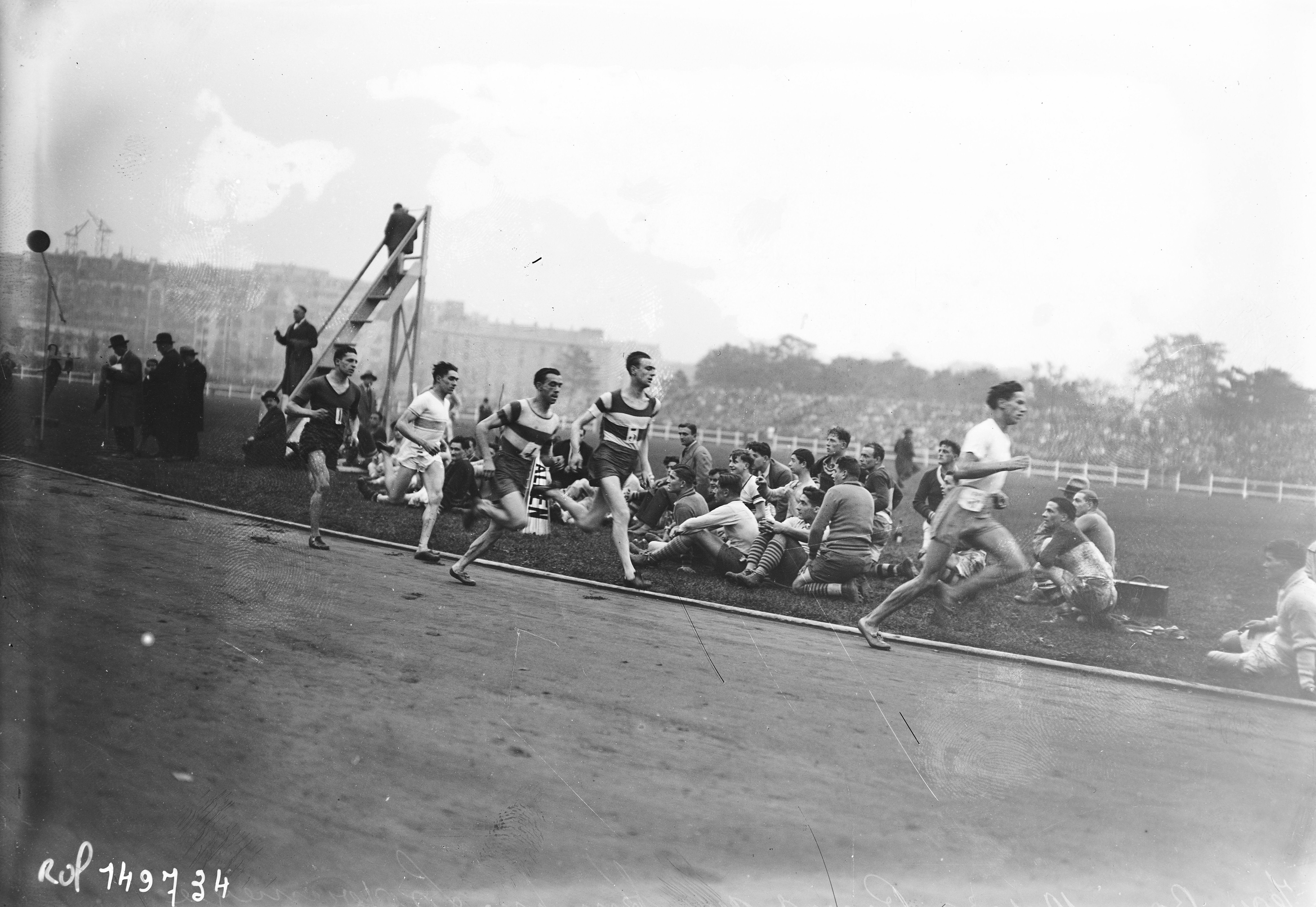
Protégé du vent, Ladoumègue est emmené par des lièvres dans cette course contre la montre.
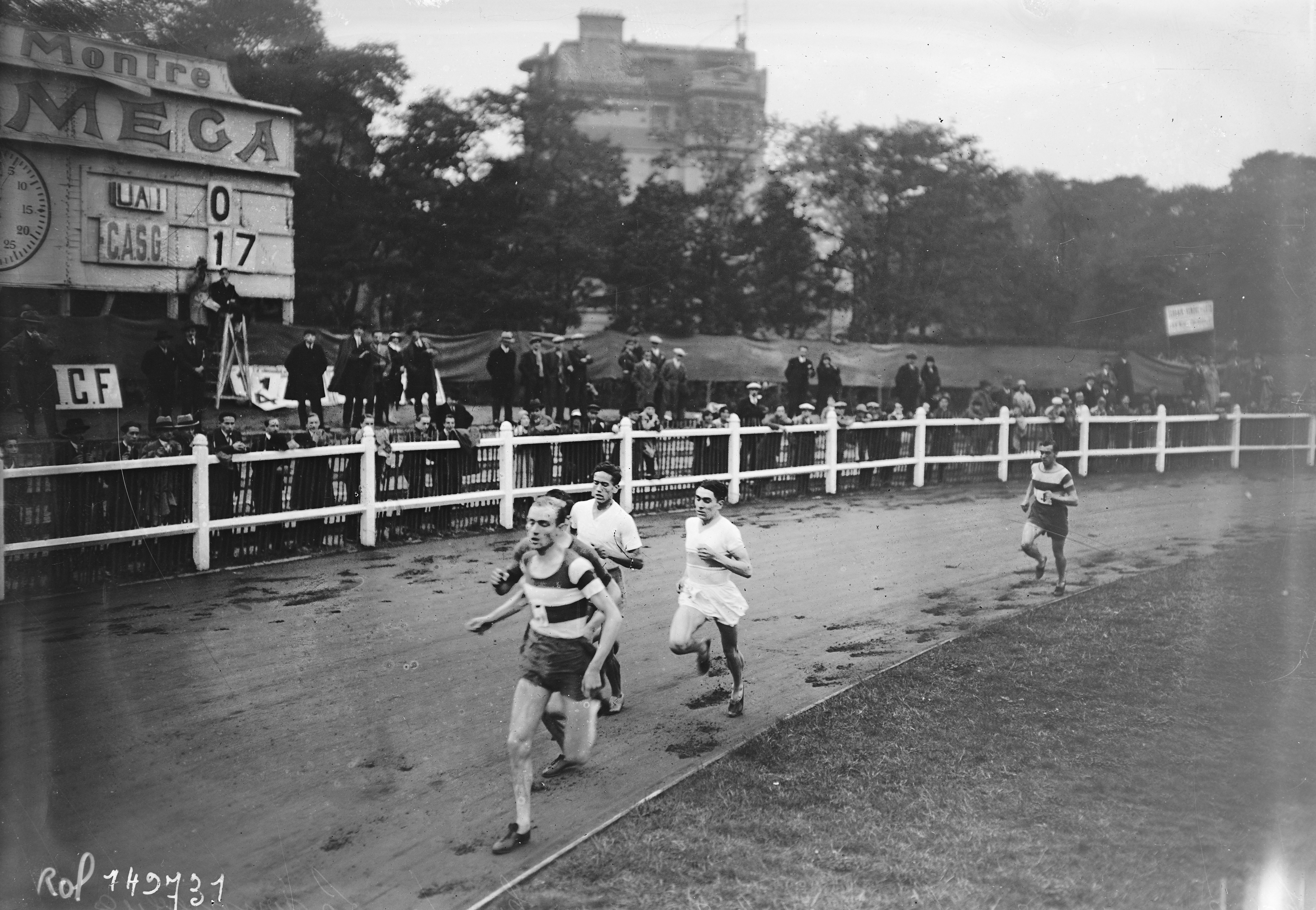
Dans le virage, le champion est toujours placé alors que les premiers coureurs fatiguent.
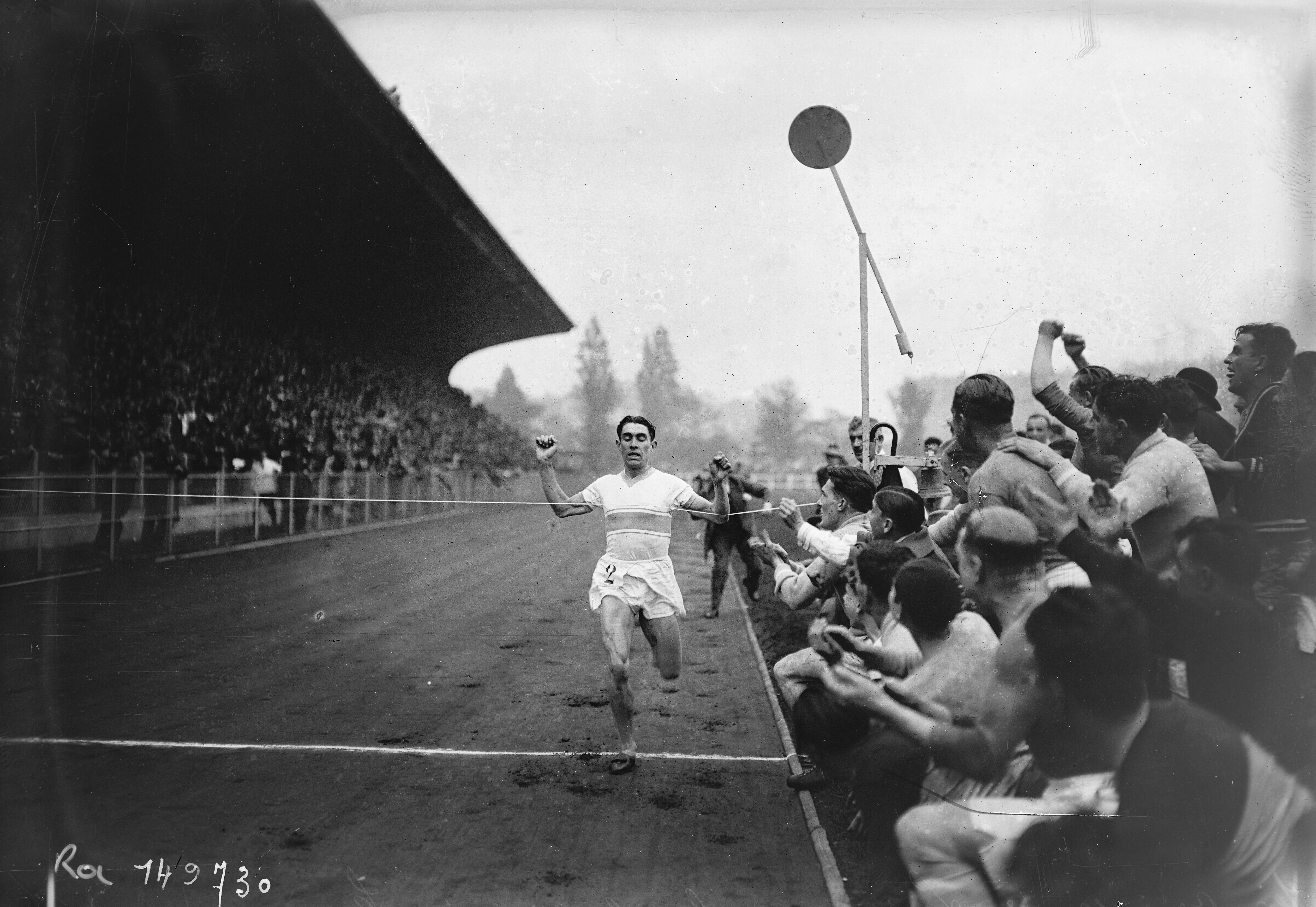
Sur la ligne d'arrivée, il établit le nouveau record du monde du 1 000 mètres en 2 min 23 s 6.
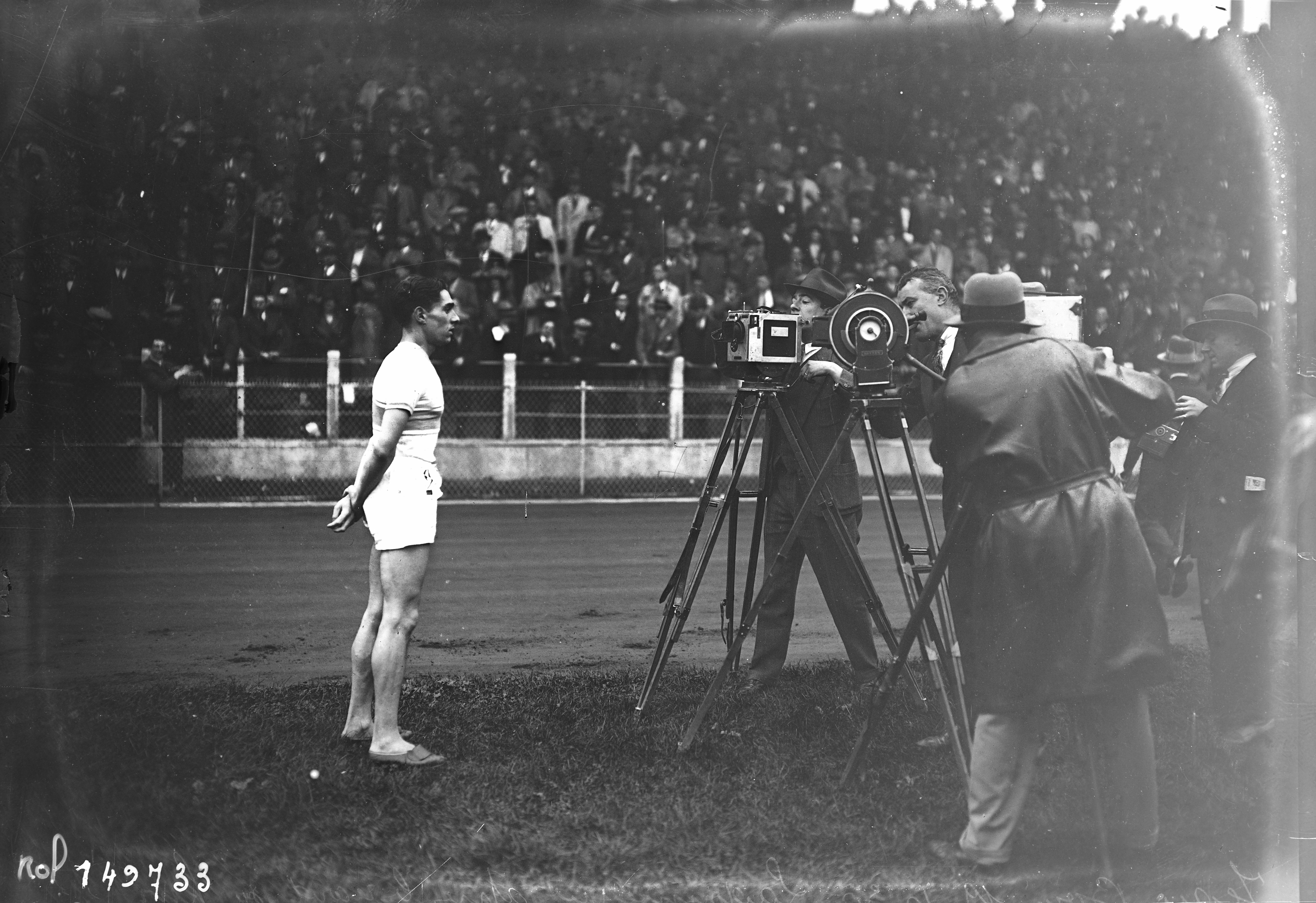
Le coureur à pied parle à la presse après sa performance.

Au cours de l'hiver 1930-1931, Ladoumègue prend ses distances avec la compétition. Il se marie avec Marie Devrace au printemps 1931 dans une petite église de Billancourt et cesse pour un temps l’entraînement,. Le 2 juillet, lors d'une nocturne organisée au stade Jean-Bouin par le CASG, Jules Ladoumègne bat le record du monde du 2 000 mètres avec un temps de 5 min 21 s 8 battant son précédent record de France de sept secondes et le record du monde d'Eino Purje de près de deux secondes,. Dix jours plus tard, au cours du meeting international de Stockholm, il fait tomber le record mondial du 2 000 yards de quinze secondes avec une performance de 4 min 52 s,.

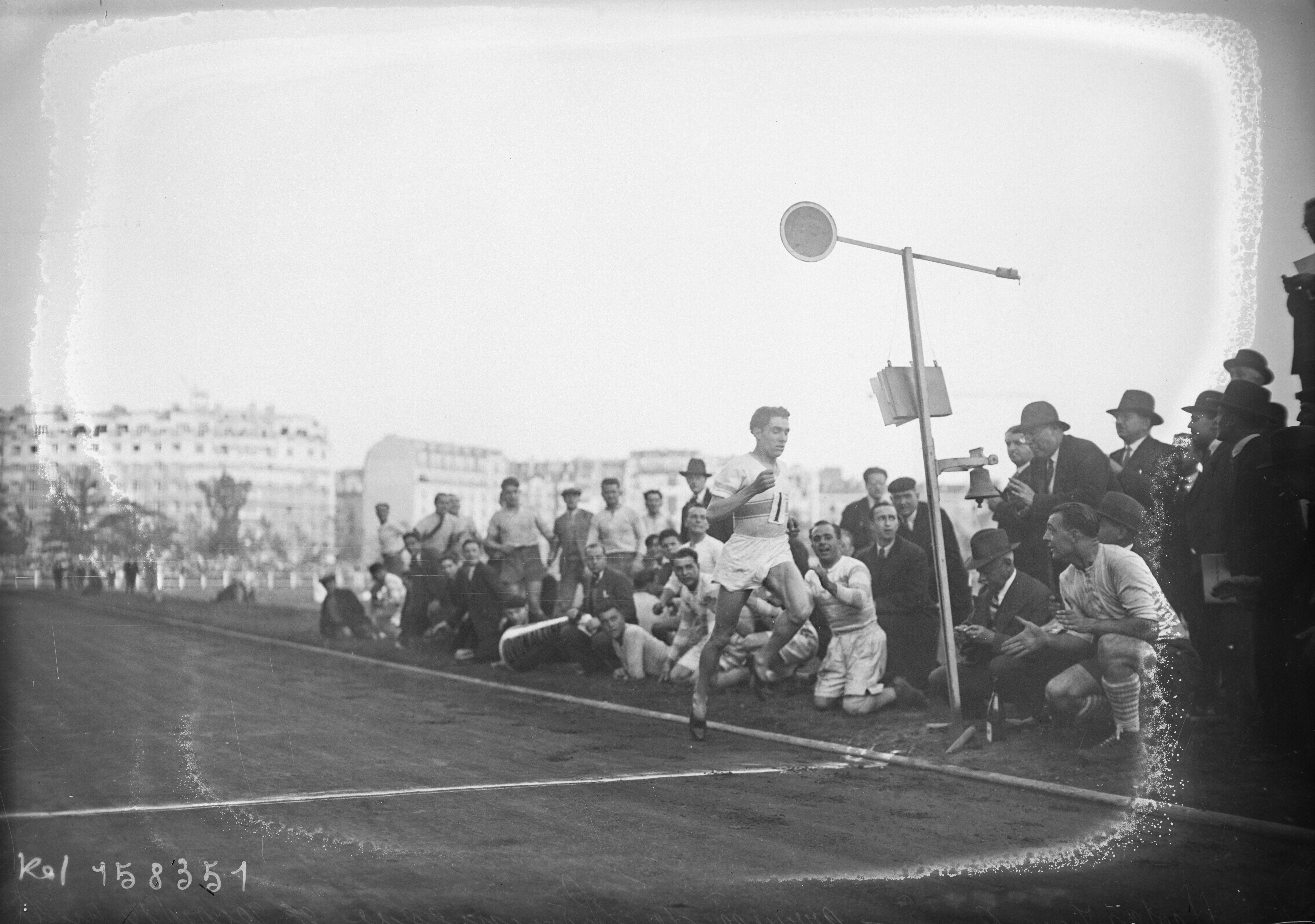
Jules Ladoumègue à l’arrivée de son record du monde du mile le 4 octobre 1931.

En septembre, opposé au coureur finlandais Eino Purje, son principal concurrent européen, l'athlète français abaisse le record du monde du trois-quarts de mile (1 206 m) en 3 min 0 s 6 après l'avoir battu sur la ligne, ce dernier terminant sa course avec le même temps,,. Le 4 octobre 1931, Jules Ladoumègue bat un sixième record du monde en courant les 1 609 mètres du mile en 4 min 9 s 2,. Il abaisse ainsi le record du monde du mile d'une seconde l'ancien record détenu par Paavo Nurmi depuis 1923. Le coureur réalise cette performance au stade Jean-Bouin, sans ses aides habituelles, seul le jeune Morel l'emmène sur la première partie de course avant de se retirer au kilomètre,.

#### Radiation pour professionnalisme
En janvier 1931, le journal régional allemand Mein Tog Margen révèle que Jules Ladoumègue aurait demandé 1 000 marks (soit 6 000 francs) pour rencontrer Otto Peltzer à Francfort. Quelques jours plus tard, le journal L'Auto révèle des tractations entre les dirigeants allemands et Georges Vitau, dirigeant du Club athlétique des sports généraux (CASG), pour la participation de l'athlète français à cette course en publiant des lettres entre les parties,. L'un des responsables du CASG, Georges Vitau, affirme avoir pris cet argent ; il est suspendu puis radié à vie à la place du champion français. Mais les accusations se multiplient, les dirigeants suédois prétendent qu'il aurait exigé 25 000 francs pour participer à deux réunions.

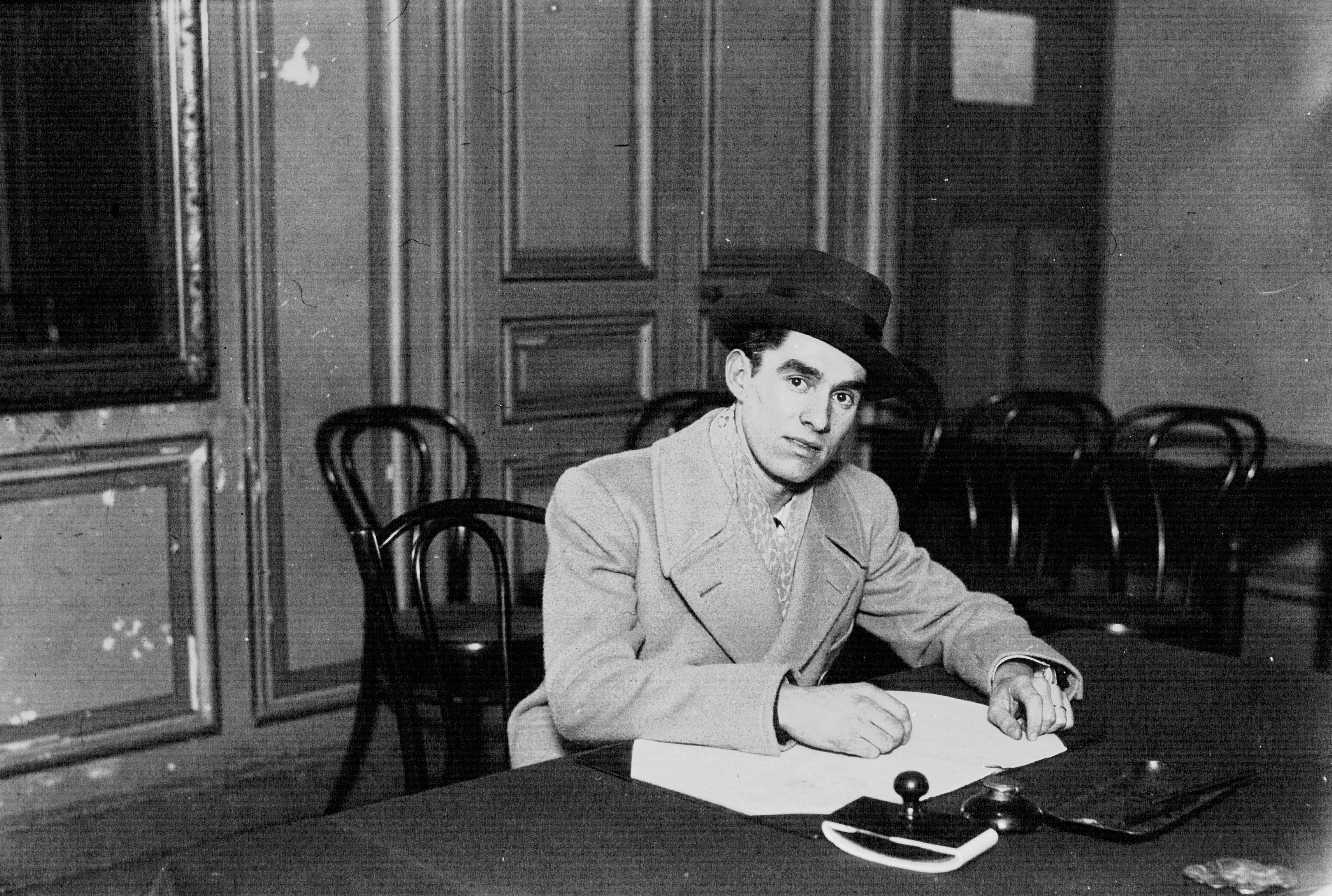
Jules Ladoumègue lors de son passage à la Fédération française d'athlétisme en février 1932.

La Fédération française d'athlétisme, probablement sous la pression de l'IAAF, diligente une enquête à l'hiver 1931 et envoie un questionnaire à tous les clubs qui ont accueilli le coureur vedette. Elle s'attarde sur la présence de Ladoumègue à la réunion d'athlétisme organisée par Le Havre Athletic Club le 23 août 1931 pour laquelle le coureur aurait touché 6 000 francs. Auditionné le 1er février 1932, Jules Ladoumègue concentre ses arguments de défense sur le fait qu'il était le seul sportif d'origine populaire de la réunion et le record d'affluence. Les mesures provisoires prises à la fin de l'audition incluent la radiation du CASG et une suspension d'un an de Ladoumègue. L'athlète demande une confrontation générale qui est fixée au 4 mars 1932,.
Parti à Antibes pour participer au tournage du film Le Mile de Jean Lods, une panne de voiture pendant le voyage vers Paris l'immobilise à Vienne et l'empêche de se présenter à la confrontation demandée,,. Agacés par cette absence, les membres de la commission de discipline alourdissent sa sanction à une disqualification définitive pour amateurisme marron prononcée par communiqué de presse le 4 mars 1932 pour des faits de professionnalisme,,.

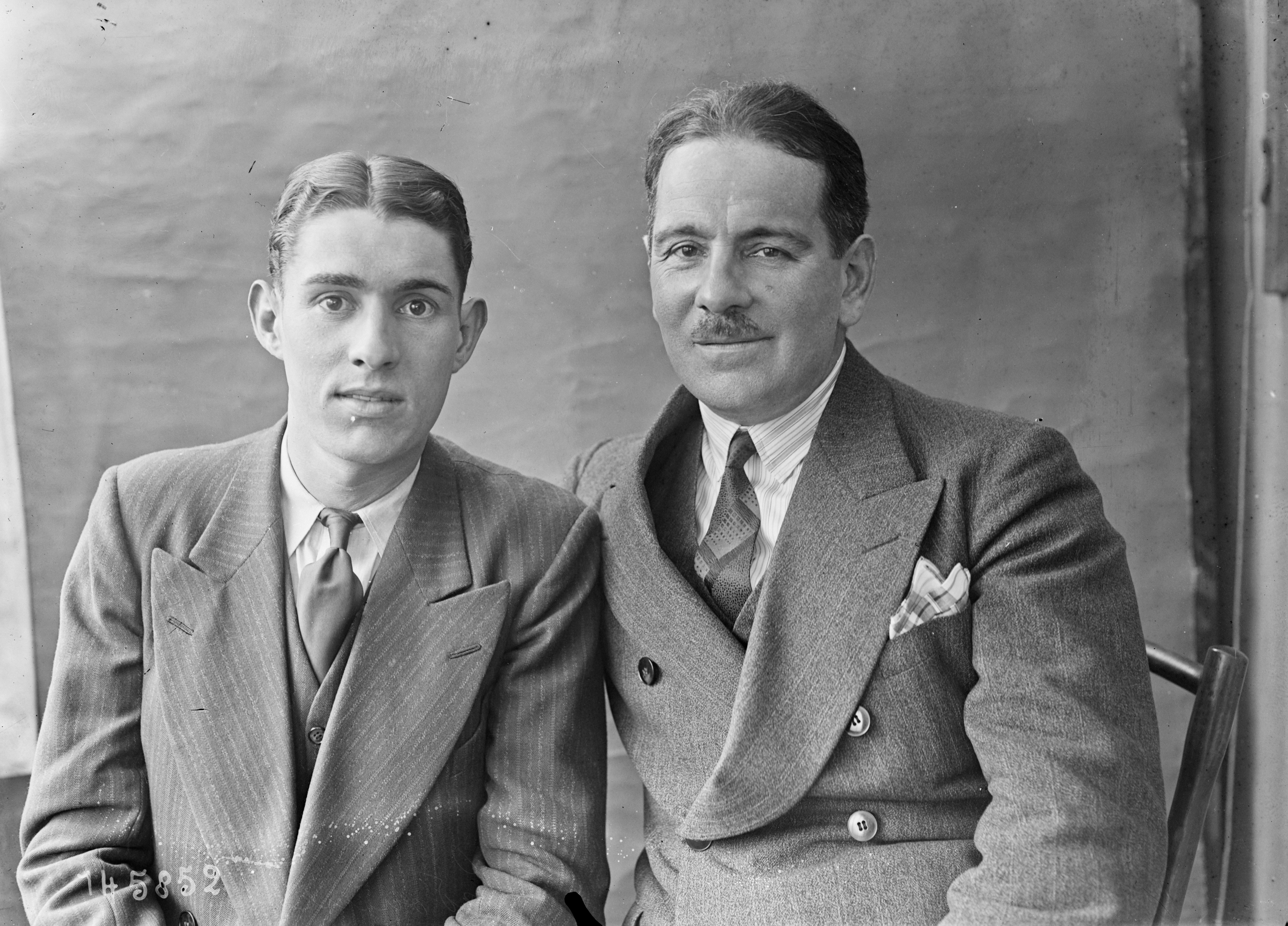
Jules Ladoumègue (à gauche) avec le dirigeant du CASG, Puy.

À 26 ans, Jules Ladoumègue est alors détenteur de tous les records mondiaux des distances de demi-fond entre un et deux kilomètres et l'un des sportifs français les plus populaires. Sa radiation, vue comme le sacrifice du meilleur représentant olympique français, provoque un émoi national et une presque unanimité dans l'opinion publique en opposition à la Fédération. Dix jours après ce jugement, l'écrivain Jean Giraudoux prend publiquement sa défense, argumentant que la raison de la disqualification n'est qu’un prétexte à une sanction fondée sur l'aigreur des membres du comité à l'absence du champion.
Disqualifié, tout comme son idole Paavo Nurmi pour le même motif, il assiste aux Jeux olympiques d'été de 1932 depuis les tribunes, envoyé par les journaux français en tant que correspondant spécial. Il observe du bord de la piste le triomphe de l'Italien Luigi Beccali sur 1 500 mètres qui, l'année suivante en septembre 1933, bat son record du monde sur la distance. Un mois plus tard, Ladoumègue repart à la course contre les records du monde. Emmené par Masson et Roger Normand, il court le trois-quarts de mile en 2 min 59 s 2 au stade Jean-Bouin, un record mondial officieux, l'athlète ne faisant plus partie d'un groupement reconnu,. Émile Anthoine propose à la fédération de reconnaître les temps de Ladoumègue comme records professionnels.

#### Démonstrateur professionnel
Au début de l'année 1934, Jules Ladoumègue signe un contrat de démonstrateur professionnel avec la Fédération française d'athlétisme (FFA),. Ce contrat d'un an, en tant que « moniteur de préparation olympique », permet aux clubs de la Fédération de l'engager pour mille francs et un remboursement des frais de transport,. Si la FFA lui interdit de courir avec des licenciés, ce qui l'empêche de concourir en compétition, elle répond à la vision utilitariste du champion sportif à des fins de propagande,. Fondé sur l’exemple de l'Union des républiques socialistes soviétiques (URSS) où les « athlètes d'État » sont utilisés comme moniteurs et propagandistes, l'utilitarisme est largement soutenu.
Il court face à des chevaux ou à l'étranger, comme lors de ses voyages à Moscou en URSS en 1934 et 1935, mais le ressort est définitivement cassé. Au retour de son premier voyage en URSS, Ladoumègue participe à l'inauguration du stade Karl-Marx à Villejuif.
À la fin du mois de septembre 1935, le sportif est convoqué par le ministre de la Santé publique et de l'Éducation physique Ernest Lafont qui le reçoit pour évoquer sa requalification comme sportif amateur lui permettant d'effectuer des compétitions en France. Le 2 octobre 1935, il demande sa requalification aux instances dirigeantes mais essuie un refus qui ne lui permet pas d'essayer de se qualifier pour les Jeux olympiques d'été de 1936. Le contrat de démonstrateur olympique, qui ne faisait pas l'unanimité au sein de la FFA, devenue employeur d'un athlète qu'elle avait sanctionné en 1932, est également rompu.
Le 11 novembre 1935, l'athlète descend triomphalement l'avenue des Champs-Élysées devant 400 000 Parisiens venus lui rendre hommage à l'initiative de Paris-Soir,. Encadré par Georges Carpentier, qui l'a accueilli dans son bar rue Arsène-Houssaye et Maurice Chevalier qui lui donne le départ en abaissant son bras, Ladoumègue s'élance de la porte Maillot pour une exhibition à grande vitesse,. De nombreuses personnalités sont venues soutenir le champion parmi lesquelles : Séra Martin, Marcel Thil, Victor Linart, Francis Pélissier, Louis Chiron, Albert Préjean ou encore Émile Pladner,.
Invité en février 1973 dans l'émission de télévision Sport en fête animée par Jean Yanne et Michel Drucker, Jules Ladoumègue revient sur sa course dans Paris en 1935 :

« Vous savez ça c'est un peu mes funérailles nationales. […] C'est une course qui est un peu mon roman d'amour avec le peuple. C'est une course qui m’avait été offerte par le peuple de Paris après ma disqualification à vie. Je revenais à ce moment-là d'Union soviétique où j'avais remporté toutes mes courses. Et le peuple de Paris m’avait reçu ce jour-là d'une façon absolument émouvante et je dois dire que, tout à l'heure je vous disais que c'est un peu mes funérailles nationales, c'est vrai. C'est l'homme qui regarde le champion disparaître en quelque sorte. Mais c'est une course qui reste pour moi un souvenir très très heureux. »

Requalifié en 1943 alors qu'il est artiste de music-hall, Jules Ladoumègue impressionne à 36 ans en courant le kilomètre en 2 min 34 s 4. En juillet, il participe au quart de finale du championnat de France interclubs avec le CASG lors duquel il remporte l'épreuve de 1 500 m en 4 min 7 s 1, mais ne peut disputer les championnats de France une semaine plus tard pour une blessure aux tendons.

### Reconversion
Après la rupture de son contrat de moniteur de préparation olympique chargé de la « propagande athlétique » pour la Fédération française d'athlétisme, Jules Ladoumègue court sur la scène du Casino de Paris du 6 décembre 1935 au 15 mars 1936 dans la revue Parade du Monde,. Plusieurs connaissances du sportif sont présentes à la première comme René de Bourbon-Parme, Mistinguett, Albert Préjean ou encore Young Perez. En mars 1937, le coureur à pied entame une tournée de six mois avec le Cirque Medrano pour lequel il court sur une machine qui s'apparente à un tapis roulant,,,,. Les affiches colorées faisant la publicité du spectacle du champion évoquent une foulée de 2,25 m. L'athlète côtoie alors les frères Fratellini lors de cette tournée,.
En 1943, Jules Ladoumègue joue une pièce sur la scène de l’ABC à Paris. Si la considération envers l'athlète est unanime, les critiques sont plus sévères sur son talent artistique : « Ladoumègue n'a pas plus l'étoffe d'un chanteur à voix que celle d'un danseur plus ou moins acrobatique. S'il n'était pas affligé d'un nom aussi prestigieux que le sien, sans doute, ce pâle artiste obtiendrait-il avec peine le succès de politesse que lui vaut aujourd'hui, comme hier, son titre de champion honoraire ». La même année, il joue le rôle de Massardier, le jeune sportif dans La Cavalcade des heures d'Yvan Noé.
Dans les années 1950, il anime des émissions sportives à la radio nationale. En 1955, il publie son autobiographie intitulée Dans ma foulée qui reçoit l'année suivante le Grand Prix de littérature sportive décerné par l'association des écrivains sportifs.
Dans les années 1960, l'ancienne idole de l'athlétisme français, qui habite dans le 16e arrondissement de Paris, continue de courir dans le bois de Boulogne.
Gravement malade, il meurt des suites d'un cancer de l'estomac le 2 mars 1973 dans le 18e arrondissement de Paris, à l'âge de 66 ans. Il est inhumé au cimetière Pierre-Grenier à Boulogne-Billancourt (division 8).

## Style et personnalité

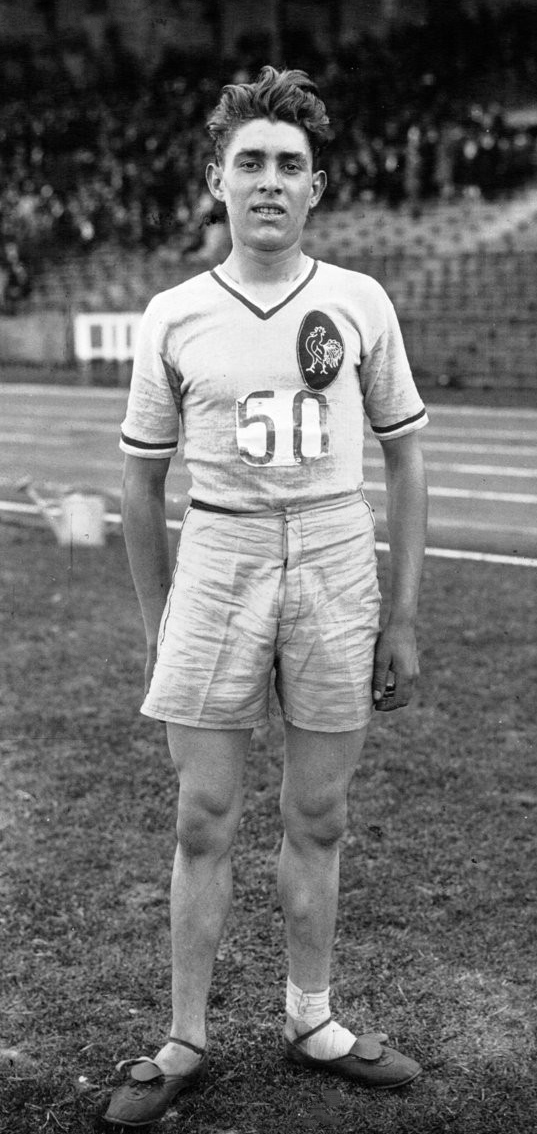
Jules Ladoumègue lors de la rencontre d'athlétisme entre la France et l’Angleterre en 1926.

En 1926, Georges André remarque son style souple et sa grande foulée, que certains jugent trop grande, qu'il estime être la cause de sa future supériorité une fois qu'il aura acquis expérience et résistance.
En 1928, le journal sportif français L'Auto le mesure à 1,68 m pour un poids de 58,500 kg et une envergure d'1,75 m. Deux ans plus tard, après avoir battu son premier record du monde, ses mensurations publiées dans le journal sont d'1,71 m pour 59 kg. La particularité de son style de course est la longueur de sa foulée. D'abord jugée trop grande, sa foulée est ensuite utilisée dans la publicité, vantant sa foulée déliée de 2,25 mètres.
Dans une chronique pour le journal, André Obey écrit quelques semaines avant les Jeux olympiques d'Amsterdam en 1928 :

« Voilà un garçon qui, il y a seulement deux ans, avait un style invraisemblable. On ne voyait de sa course qu’un buste penché à tomber, deux cuisses voracement ouvertes, on aurait cru que c'étaient ses genoux, non ses pieds, qui marquaient dans la cendrée l’empreinte d'une foulée immense. Sa souplesse était telle qu’elle semblait molle, veule, désossée, caoutchoutée.
De ce style fantastique, il n’a gardé que cette fantastique souplesse. Tout le reste est rentré dans le rang, s'est mis à l’alignement, a trouvé sa loi et son rythme. »

Pour Jules Ladoumègue, ce changement est dû à son entraîneur Charles Poulenard qui lui a raccourci la foulée et lui a inculqué le style. En 1937, Jean Keller décrypte son style de la manière suivante : « L'architecture de Ladoumègue est originale au possible : un buste très court, des jambes sans fin qui n'ont pour ainsi dire rien à porter. Cette anomalie, Ladoumègue a su la développer par un travail quotidien. Sa souplesse est incomparable. Elle se rapproche beaucoup plus de celle de l'acrobate que de celle de l’athlète… […] Les puristes diraient que la foulée de Ladoumègue est trop prodigue ; qu’un temps d'arrêt imperceptible mais réel en freine le déroulement continu ».

## Palmarès

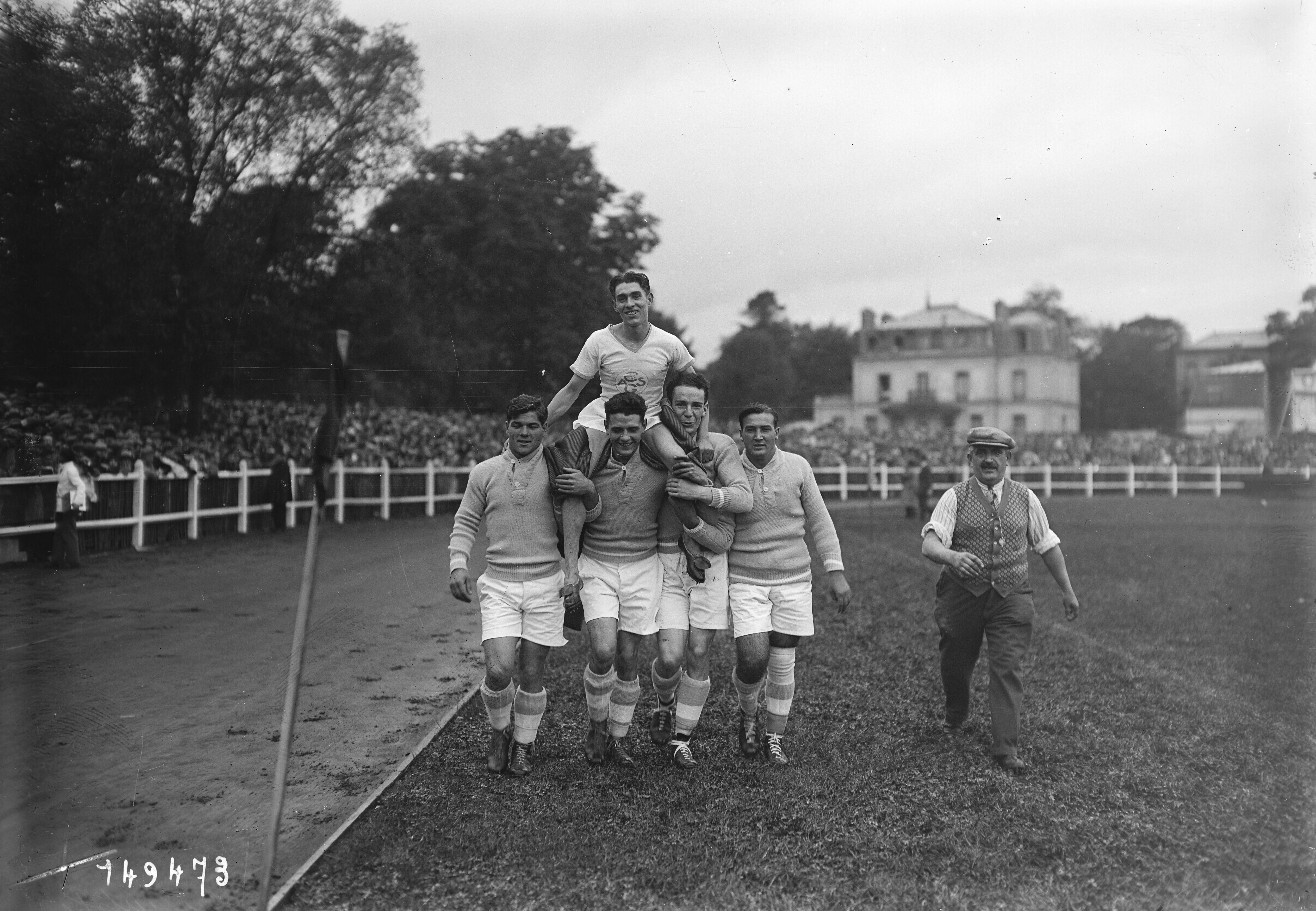
Jules Ladoumègue porté en triomphe après avoir battu le record du monde du 1500 m le 5 octobre 1930.

Le palmarès de Jules Ladoumègue reflète à la fois ses qualités de coureur à pied et sa fin de carrière soudaine. Vice-champion olympique du 1 500 m lors des Jeux olympiques d'Amsterdam en 1928 à seulement 21 ans, sa retraite sportive forcée à 25 ans ne lui permet pas de défendre ses chances aux Jeux de Los Angeles et ultérieurement. Avant cette sanction, Ladoumègue est la meilleure chance de l’athlétisme français de briller. Quadruple champion de France en titre (1928, 1929, 1930 et 1931) sur 1 500 mètres, le coureur de demi-fond aux 19 sélections en équipe de France A entre 1926 à 1931, est invaincu depuis plus de deux ans lors de rencontres internationales.
Après avoir commencé sa carrière sportive amateure sur des distances de course de fond, remportant des courses locales et terminant à la troisième place du 5 000 m lors des championnats de France d'athlétisme 1926, Ladoumègue révèle tout le potentiel de sa longue foulée sur demi-fond. Entre 1930 et 1931, Julot bat six records du monde sur des distances allant de 1 000 à 2 000 mètres mais les distances du trois-quarts de mile et de 2 000 yards étant non reconnues officiellement, seulement quatre d'entre eux sont homologués par la fédération internationale d'athlétisme : ceux du 1 000 mètres, du 1 500 mètres, du mile et du 2 000 mètres.
| Date              | Épreuve                  | Temps        | Lieu                        | Chronologie                                                    | Chronologie                                            |
| Date              | Épreuve                  | Temps        | Lieu                        | Précédé par                                                    | Suivi par                                              |
| ----------------- | ------------------------ | ------------ | --------------------------- | -------------------------------------------------------------- | ------------------------------------------------------ |
| 5 octobre 1930    | 1 500 m                  | 3 min 49 s 2 | Stade Jean-Bouin, Paris     | Otto Peltzer, 3 min 51 s, 11 septembre 1926, Berlin            | Luigi Beccali, 3 min 49 s 2, 9 septembre 1933, Turin   |
| 19 octobre 1930   | 1 000 m                  | 2 min 23 s 6 | Stade Jean-Bouin, Paris     | Otto Peltzer : 2 min 25 s 8, 18 septembre 1927, Colombes       | Rudolf Harbig : 2 min 21 s 5, 24 mai 1941, Dresde      |
| 2 juillet 1931    | 2 000 m                  | 5 min 21 s 8 | Stade Jean-Bouin, Paris     | Eino Purje : 5 min 23 s 4, 9 août 1927, Vyborg                 | Miklós Szabó, 5 min 20 s 4, 4 octobre 1936, Budapest   |
| 12 juillet 1931   | 2 000 yards (1 828,76 m) | 4 min 52 s 0 | Stockholm                   | Alfred Shrubb, 5 min 7 s 2, 1903                               |                                                        |
| 13 septembre 1931 | ¾ de mile (1 206,98 m)   | 3 min 0 s 6  | Stade olympique de Colombes | Thomas Conneff (en), 3 min 2 s 8, 21 août 1895, Travers Island | [ note 1 ]                                             |
| 4 octobre 1931    | mile (1 609,34 m)        | 4 min 9 s 2  | Stade Jean-Bouin, Paris     | Paavo Nurmi : 4 min 10 s 4, 23 août 1923, Stockholm            | Jack Lovelock, 4 min 7 s 6, 15 juillet 1933, Princeton |

- Records de France :
  - 1 000 m : 2 min 23 s 6 le 19 octobre 1930 à Paris[103]
  - 1 500 m : 3 min 54 s 6 le 1er juillet 1928 à Colombes, 3 min 52 s 2 le 15 juillet 1928 à Colombes et 3 min 49 s 2 le 5 octobre 1930 à Paris[104]
  - mile : 4 min 15 s 4 le 8 juillet 1928 à Colombes, 4 min 15 s 2 le 2 août 1930 à Londres et 4 min 9 s 2 le 4 octobre 1931 à Paris[105]
  - 2 000 m : 5 min 28 s 4 le 16 octobre 1927 à Colombes et 5 min 21 s 8 le 2 juillet 1931 à Paris[106]
  - 3 000 m : 8 min 40 s 8 le 20 octobre 1927 à Colombes[107],[108]

Son dernier record de France, celui du 1 000 m, résiste jusqu'en septembre 1947 lorsqu’il est battu de plus d'une seconde par Marcel Hansenne.

## Postérité

### Symbole de l'amateurisme marron
L'affaire Ladoumègue est un nouvel épisode du débat entre les partisans de l’amateurisme comme Frantz Reichel ou Jean Genet, le président de la Fédération française d'athlétisme (FFA), et ceux qui souhaitent réformer le statut d'amateur, comme Jules Rimet. Alors que le sport devient de plus en plus accessible, le débat est purement social et de moins en moins nombreux sont ceux, qui, comme Lucien Dubech, défendent la vision de l’amateurisme du début du siècle qui favorise les classes supérieures, comme Lord David Burghley, et défavorise les classes populaires, ouvriers ou jardiniers comme Jules Ladoumègue. À l'inverse d'un mouvement de professionnalisation dans de nombreux sports au début des années 1930 en France, la Fédération française d'athlétisme revendique l’héritage de l'Union des sociétés françaises de sports athlétiques (USFSA) et souhaite rester fidèle à des principes élitistes.
Un peu plus d'un mois après la disqualification de Jules Ladoumègue, le président du Comité olympique français Justinien Clary remet en cause la définition britannique de l'amateurisme : « Bonne à l'origine, la définition actuelle a fait aujourd'hui son temps. Son plus grave défaut, à mes yeux, est d'encourager un manque de sincérité qu'un dirigeant ou un sportif digne de ce nom ne saurait admettre, mieux, qui lui est insupportable. Il faut trouver autre chose. Cette autre chose ne peut être qu'une définition plus libérale,. » Pour Jules Rimet, les sanctions « sont de nature à amoindrir l'intérêt à la fois sportif et spectaculaire du meeting de Los Angeles […] l'absence de vedettes comme Nurmi, Ladoumègue et autres Petkiewicz (en) […] projette un jour plutôt sombre sur l'avenir de la grande foire sportive mondiale […] de nature à mettre son existence même en péril ».

### Athlète populaire
Jules Ladoumègue est un véritable héros de la nation. Les citoyens le perçoivent comme un représentant du pays sur la scène internationale et un élément du patrimoine national comme le montre l’analyse lexicologique des journaux qui emploient le possessif « notre ». Après sa radiation, la presse française, en particulier la presse sportive, prend presque unanimement le parti de l'athlète comme le directeur de L'Auto qui écrit en une : 

« Dans un stade immense, une foule énorme est venue pour l'applaudir. Sans lui, personne ne se serait dérangé. L'athlétisme français, c'est lui. […]
Eh bien ! le petit jardinier sans fortune n'a aucun droit sur cette fortune ; il ne doit pas prélever un centime. Elle ira, cette recette, partout, excepté dans sa poche, excepté dans son ménage, excepté pour son gosse, aussi bien s'il s'agit de lui donner à manger que s'il s'agit plus tard de bien l'élever.
Mieux encore, il ne devrait pas accepter cet emploi que lui offrent les maîtres d'un grand établissement de crédit ; ce n’est pas un emploi de jardinier. »

— Henri Desgrange dans le numéro du 5 mars 1932.
Jules Ladoumègue est un héros populaire que le public s'approprie. Pour Philippe Doré, « il devint l'homme le plus populaire du sport en France ». Il est par exemple l'un des héros de jeunesse de François Mitterrand.
Ladoumègue est d'autant plus populaire en France que l'athlétisme français multiplie les revers après sa radiation. Après ses six records du monde réussis entre 1930 et 1931, il faut attendre Marcel Hansenne en 1948 pour qu'un autre coureur français batte un record mondial en demi-fond, puis Michel Jazy réussit cet exploit à neuf reprises à partir de 1955. Après la déroute contre l’Allemagne en 1935, une rencontre internationale d'athlétisme lors de laquelle les Allemands remportent toutes les épreuves, Julot est plus que jamais réclamé.

### Hommages

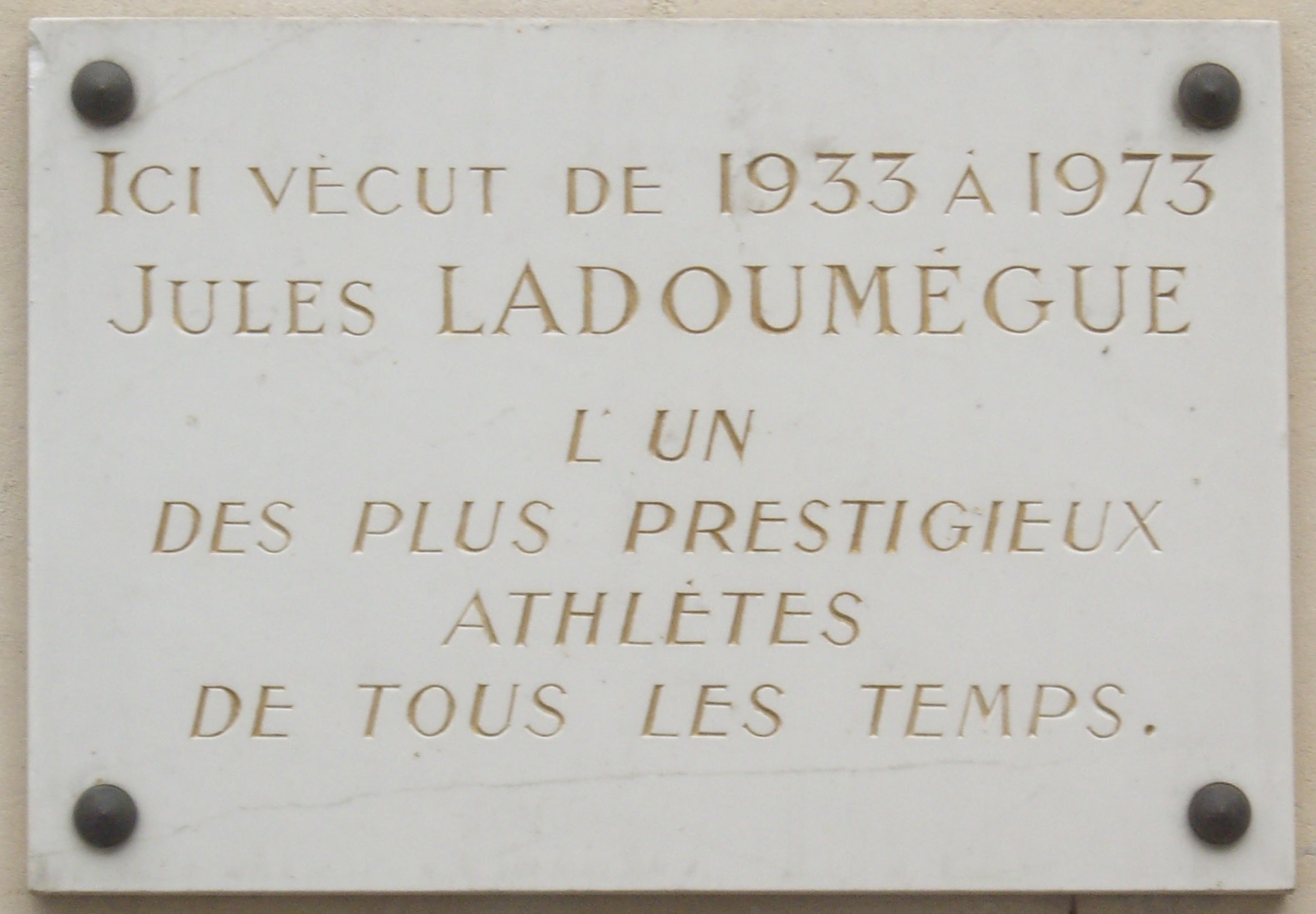
Plaque commémorative au 19, rond-point André-Malraux à Boulogne-Billancourt.

Pour honorer ce grand champion du sport national et international, son nom a été donné à de nombreux complexes sportifs, parmi lesquels le centre sportif Jules-Ladoumègue porte de Pantin à Paris, ceux de Vitrolles, de Mézidon-Canon, de Lormont, de Massy, de La Roche-sur-Yon, de Montigny-le-Bretonneux, de Méricourt, un gymnase à Chaville, à Juvisy-sur-Orge, l'un des stades de Rueil-Malmaison et celui de Romorantin. Environ cinquante rues de France, principalement dans le Sud-Ouest, ont reçu le nom de Jules Ladoumègue.
Ladoumègue est évoqué par Léo Malet dans Nestor Burma et le Monstre : « J'entrepris de me prouver à moi-même qu'à côté de Nestor Burma, Ladoumègue était un escargot ».
Il est régulièrement cité dans San Antonio quand le personnage doit courir rapidement, généralement pour sauver sa peau : « Où qu’il est, Ladoumègue, qu’on l’humilie un peu ! »